# Evgenij Evgen'evič Sluckij
Evgenij Evgen'evič Sluckij (in russo Евгений Евгеньевич Слуцкий, in altre lingue anche Eugen Slutsky; Jaroslavl', 7 aprile 1880 – Mosca, 10 marzo 1948) è stato un economista e statistico russo.
Egli è principalmente conosciuto per uno studio del 1915, inizialmente passato inosservato a causa del conflitto mondiale, sulla derivazione del rapporto, incarnato nella ben nota equazione di Slutsky ampiamente utilizzato nella Teoria del consumatore microeconomica, per separare l'effetto di sostituzione e l'effetto di reddito di una variazione di prezzo sulla quantità totale domandata di un bene a seguito di una variazione di prezzo del bene, o di un bene correlato che potrebbero avere un effetto incrociato sulla quantità del bene originario.
Egli ha dato anche importanti contributi nel campo della statistica e dei processi stocastici.

## Scritti
- On the Criterion of Goodness of Fit of the Regression Lines and on the Best Method of Fitting them to Data, 1914, in Journal of Royal Statistical Society.
- Sulla teoria del bilancio del consumatore, 1915, nel Giornale degli Economisti.
- Über stochastische Asymptoten und Grenzwerte, 1925, in Mathematische Annalen
- The Summation of Random Causes as the Source of Cyclical Processes (La somma di fattori casuali stocastici come fonte di processi ciclici), 1927, in Econometrica
- Sur un criterium de la convergence stochastique des ensembles de valeurs eventuelles, 1929
- Quelques Propositions sur les Limities Stochastiques Eventuelles, 1929
- Tables for the Computation of the Incomplete Gamma Function  and the Chi-Square Probability Distribution, 1950.